# Siphocampylus foliosus
Siphocampylus foliosus är en klockväxtart som beskrevs av August Heinrich Rudolf Grisebach. Siphocampylus foliosus ingår i släktet Siphocampylus och familjen klockväxter. Inga underarter finns listade i Catalogue of Life.